# Juvenilia Fiammamonza
ASD SC Juvenilia Fiammamonza – włoski klub piłki nożnej kobiet, mający siedzibę w Monzy.

## Historia
Chronologia nazw:
- 1966: S.S. Fiamma Ceraso
- 1976: S.S. Fiamma Ceraso Caimex
- 1977: S.S. Fiamma Ceraso
- 1979: S.S. FiammaMonza
- 1983: S.S. R.I.A.C. FiammaMonza
- 1985: S.S. R.I.A.C. Fiamma Ambrosiana
- 1986: S.S. R.I.A.C. FiammaMonza
- 1987: S.S. Mamanoel FiammaMonza
- 1988: S.S. FiammaMonza
- 1991: Fiammamonza Aurora
- 1992: FiammaMonza
- 1995: S.S. FiammaMonza
- 2003: A.S. FiammaMonza Dilettante
- 2009: A.S.D. Fiammamonza 1970
- 2013: A.S.D. S.C. Juvenilia Fiammamonza

Klub piłkarski S.S. Fiamma Ceraso został założony w 1966 roku z inicjatywy profesora Ren Ceraso, nauczyciela wychowania fizycznego. W 1971 zespół przystąpił do F.I.G.C.F. i debiutował w Serie B lombarda. W 1973 zajął drugie miejsce w grupie C i zdobył awans do Serie A Interregionale. W 1979 zajął pierwsze miejsce w grupie B Serie B i awansował do Serie A. Wtedy został przemianowany na S.S. FiammaMonza. W sezonie 1998/99 zajął ostatnie miejsce i spadł do Serie B, ale po roku wrócił do najwyższej klasy. W 2006 osiągnął pierwszy swój sukces, zdobywając tytuł mistrzowski. W następnym roku zdobył Superpuchar kraju. W sezonie 2009/10 zajął 12.miejsce w Serie A i został zdegradowany do Serie A2. Przed startem nowego sezonu zmienił nazwę na A.S.D. Fiammamonza 1970. W sezonie 2011/12 zespół zajął drugie miejsce w grupie A Serie A2, a potem w barażach zdobył promocję do Serie A. Ale w następnym sezonie uplasował się na 13.pozycji i spadł do Serie B. Jednak zrezygnował z udziału w rozgrywkach drugoligowych i kontynuował występy w regionalnej Serie C Lombardia. W 2013 po fuzji z S.C. Juvenilia di Monza zmienił nazwę na A.S.D. S.C. Juvenilia Fiammamonza.

## Sukcesy

### Trofea międzynarodowe
- Puchar UEFA Kobiet:
  - 2.miejsce w grupie (1): 2006/07

### Trofea krajowe
- Serie A (I poziom):
  - mistrz (1): 2005/06
  - wicemistrz (1): 1988/89
  - 3.miejsce (4): 1985, 1986/87, 2006/07, 2007/08

- Serie B/A2 (II poziom):
  - mistrz (2): 1979 (grupa B), 1999/2000 (grupa B)
  - wicemistrz (1): 1973 (grupa C)

- Puchar Włoch:
  - finalista (3): 1990/91, 1991/92, 1995/96

- Superpuchar Włoch:
  - zdobywca (1): 2006

- Campionato Primavera:
  - mistrz (3): 1983, 1985, 2002/03

## Stadion
Klub rozgrywa swoje mecze domowe na stadionie Gino Alfonso Sada w Monzy, który może pomieścić 2000 widzów.